# Mistrovství světa v zápasu řecko-římském 1979
Mistrovství světa v zápasu řecko-římském proběhlo v San Diegu, Spojené státy americké v roce 1979.

## Výsledky
| Kategorie | Podrobnosti | Zlato                                 | Stříbro                    | Bronz                    |
| --------- | ----------- | ------------------------------------- | -------------------------- | ------------------------ |
| -48 kg    | podrobně    | Constantin Alexandru (ROU)            | Alexej Šumakov (URS)       | Pavel Christov (BUL)     |
| -52 kg    | podrobně    | Lajos Rácz (HUN)                      | Kamil Fatkulin (URS)       | Tošio Asakura (JPN)      |
| -57 kg    | podrobně    | Šamil Serikov (URS)                   | Kiwamu Kašiwagi (JPN)      | Antonio Caltabiano (ITA) |
| -62 kg    | podrobně    | István Tóth (HUN)                     | Abdurrahim Kuzu (USA)      | Lars Malmkvist (SWE)     |
| -68 kg    | podrobně    | Andrzej Supron (POL)                  | Alexandr Alijev (URS)      | Erich Klaus (FRG)        |
| -74 kg    | podrobně    | Ferenc Kocsis (HUN) Janko Šopov (BUL) | medaile neudělena          | Karl-Heinz Helbing (FRG) |
| -82 kg    | podrobně    | Gennadij Korban (URS)                 | Momir Petković (YUG)       | Pavel Pavlov (BUL)       |
| -90 kg    | podrobně    | Frank Andersson (SWE)                 | Norbert Növényi (HUN)      | Pedro Pawlidis (FRG)     |
| -100 kg   | podrobně    | Nikolaj Balbošin (URS)                | Georgi Rajkov (BUL)        | Brad Rheingans (USA)     |
| +100 kg   | podrobně    | Aleksandar Tomov (BUL)                | Oleksandr Kolčynskyj (URS) | Bob Walker (USA)         |